# لیگ هاکی آمریکا

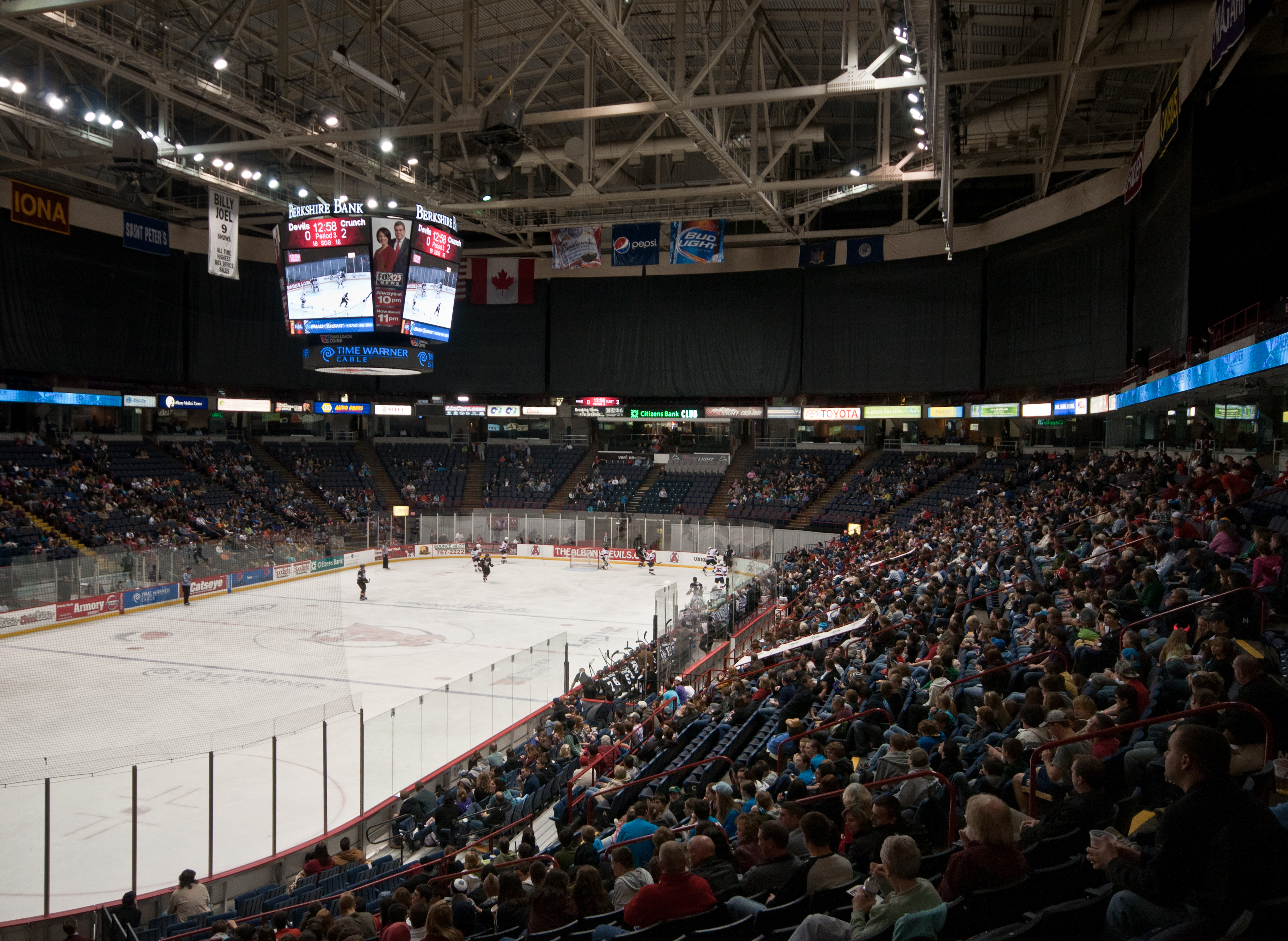

لیگ هاکی آمریکا (American Hockey League) یا ای اچ ال (AHL) مخفف کلمه آمریکن هاکی لیگ، نام لیگ سراسری هاکی روی یخ مردان در آمریکای شمالی است.
این لیگ که در ۱۹۳۶ تأسیس شد از ۲۶ تیم در آمریکا و ۴ تیم از کشور کانادا تشکیل شده‌است.